# Hjörneredssjöarna
Hjörneredssjöarna är ett konstgjort sjösystem som bildades i och med att Lagan dämdes upp vid Skogaby. Sjöarna ligger på samma plats som byn med namnet Hjörnered tidigare låg. Byn sattes i och med fördämningen under vatten.
Området är känt för sitt friluftsliv, det är vanligt att paddla kanot och tälta i området. I området finns också en lägerplats för Scouterna.
Under 2000-talet följde en satsning på utveckling av området i projektet Härliga Hjörnered.
Härliga Hjörnered är en del av Friluftfrämjandets lokalavdelning Laholm. 